# 文化部蒙藏文化中心
蒙藏文化中心是中華民國文化部內部的派出單位，前身為2017年9月15日被裁撤的蒙藏委員會，蒙藏文化中心承接其大部分業務。主管對蒙古族和藏族的文化事務（原先蒙藏委員會的蒙藏文化中心則改制為蒙藏文化館）。

## 背景
2017年8月14日，行政院宣布不再編列蒙藏委員會的預算，預計同年年底前依據〈行政院功能業務與組織調整暫行條例〉先以行政命令將蒙藏委員會停止運作，預計於年底正式裁撤。8月17日，行政院院會通過《蒙藏委員會組織法》廢止案，廢止案送交立法院審議，將由行政院大陸委員會承接蒙藏委員會的情勢蒐整與研判業務，並和外交部負責與政治相關的部分。同年9月15日，文化部在蒙藏委員會原址成立「蒙藏文化中心」，承接蒙藏委員會文化相關業務與大多數蒙藏會人員。2017年11月28日，立法院三讀通過廢止《蒙藏委員會組織法》，蒙藏委員會正式走入歷史。

## 組織架構
- 主任

單位
- 綜合科：負責營運蒙藏文化館、辦理蒙藏文化文物交流
- 事科：負責辦理中樞致祭成陵大典與編印蒙藏文化季刊、蒙古相關藝文交流、照顧國內蒙古族人
- 藏事科：負責西藏相關藝文交流、照顧國內與海外藏人

## 歷任主任
| 任次 | 姓名   | 就職時間      | 卸任時間       |
| ---- | ------ | ------------- | -------------- |
| 1    | 徐桂香 | 2017年9月15日 | 2020年4月10日  |
| 代理 | 簡德源 | 2020年4月11日 | 2020年11月30日 |
| 2    | 海中雄 | 2020年12月1日 | 2022年1月15日  |
| 代理 | 簡德源 | 2022年1月16日 | 2022年1月24日  |
| 代理 | 高玉珍 | 2022年1月25日 | 2022年2月17日  |
| 3    | 高玉珍 | 2022年2月18日 | 至今           |

## 外部連結
- 蒙藏主題網 （页面存档备份，存于）
- 中華民國文化部 （页面存档备份，存于）